# Kirasur, Hubli
Kirasur là một làng thuộc tehsil Hubli, huyện Dharwad, bang Karnataka, Ấn Độ.